# Музей фотожурналістики та фототехніки
Музей фотожурналістики та фототехніки — музей, який знаходиться у Донецьку.
Музей був відкритий у червні 2008 року. Це єдиний музей такого профілю в Україні. У музеї представлені фотографії й особисті речі донецьких фотокореспондентів, фототехніка. Є стенди присвячені Євгену Халдею, Юхиму Кому, Р. Азриелю, Б. Виткову, В. Гончарову, Григорію Навричевському.
Створений Донецьким обласним благодійним фондом «Спадщина» ім. Бориса Виткова. Над створенням музею протягом більш ніж чотирьох років працювали: Витков Олександр Борисович, Виткова Наталя Анатоліївна, Швецова Олена Олександрівна, Загибалов Олександр Олександрович.
Експозиція створена на основі історико-хронологічного принципа, використовуючи тематичний метод. Зібрано колекцію з 300 раритетних екземплярів фотоапаратури й фотоаксесуарів. Також у музеї зберігається архів фотоматеріалів. Площа музею становить 19,8 м². Директор музею - Олександр Витков.